# Fotboll vid asiatiska spelen
Fotboll vid asiatiska spelen har spelats sedan 1951 och var fjärde år sedan 1954. 1990 introducerade en damturnering.

## Slutställning

### Herrar
| År                              | Värdnation   | Final                | Final                     | Final                 | Match om tredjepris   | Match om tredjepris       | Match om tredjepris |
| År                              | Värdnation   | Vinnare              | Resultat                  | Tvåa                  | Trea                  | Resultat                  | Fyra                |
| ------------------------------- | ------------ | -------------------- | ------------------------- | --------------------- | --------------------- | ------------------------- | ------------------- |
| 1951                            | Indien       | Indien               | 1–0                       | Iran                  | Japan                 | 2–0                       | Afghanistan         |
| 1954                            | Filippinerna | Republiken Kina      | 5–2                       | Sydkorea              | Burma                 | 5–4                       | Indonesien          |
| 1958                            | Japan        | Republiken Kina      | 3–2                       | Sydkorea              | Indonesien            | 4–1                       | Indien              |
| 1962                            | Indonesien   | Indien               | 2–1                       | Sydkorea              | Malaysia              | 4–1                       | Sydvietnam          |
| 1966                            | Thailand     | Burma                | 1–0                       | Iran                  | Japan                 | 2–0                       | Singapore           |
| 1970                            | Thailand     | Burma · Sydkorea     | 00000 0–0 (e.f.)          |                       | Indien                | 1–0                       | Japan               |
| 1974                            | Iran         | Iran                 | 1–0                       | Israel                | Malaysia              | 2–1                       | Nordkorea           |
| 1978                            | Thailand     | Nordkorea · Sydkorea | 00000 0–0 (e.f.)          |                       | Kina                  | 0–0                       | Irak                |
| 1982                            | Indien       | Irak                 | 1–0                       | Kuwait                | Saudiarabien          | 02–0                      | Nordkorea           |
| 1986                            | Sydkorea     | Sydkorea             | 2–0                       | Saudiarabien          | Kuwait                | 5–0                       | Indonesien          |
| 1990                            | Kina         | Iran                 | 00000–0 (e.f.) (4–1 str.) | Nordkorea             | Sydkorea              | 1–0                       | Thailand            |
| 1994                            | Japan        | Uzbekistan           | 4–2                       | Kina                  | Kuwait                | 2–1                       | Sydkorea            |
| 1998                            | Thailand     | Iran                 | 2–0                       | Kuwait                | Kina                  | 0–0                       | Thailand            |
| U23-turnering från och med 2002 |              |                      |                           |                       |                       |                           |                     |
| 2002                            | Sydkorea     | Iran                 | 2–1                       | Japan                 | Sydkorea              | 3–0                       | Thailand            |
| 2006                            | Qatar        | Qatar                | 1–0                       | Irak                  | Iran                  | 00001–0 (e.f.)            | Sydkorea            |
| 2010                            | Kina         | Japan                | 1–0                       | Förenade arabemiraten | Sydkorea              | 4–3                       | Iran                |
| 2014                            | Sydkorea     | Sydkorea             | 00001–0 (e.f.)            | Nordkorea             | Irak                  | 1–0                       | Thailand            |
| 2018                            | Indonesien   | Sydkorea             | 00002–1 (e.f.)            | Japan                 | Förenade arabemiraten | 00001–1 (e.f.) (4–3 str.) | Vietnam             |
| 2022                            | Kina         | Sydkorea             | 2–1                       | Japan                 | Uzbekistan            | 4–0                       | Hongkong            |

### Damer
| År   | Värdnation | Final     | Final                     | Final     | Match om tredjepris | Match om tredjepris | Match om tredjepris |
| År   | Värdnation | Vinnare   | Resultat                  | Tvåa      | Trea                | Resultat            | Fyra                |
| ---- | ---------- | --------- | ------------------------- | --------- | ------------------- | ------------------- | ------------------- |
| 1990 | Kina       | Kina      | Gruppspel                 | Japan     | Nordkorea           | Gruppspel           | Kinesiska Taipei    |
| 1994 | Japan      | Kina      | 2–0                       | Japan     | Kinesiska Taipei    | Gruppspel           | Sydkorea            |
| 1998 | Thailand   | Kina      | 00001–0 (e.f.)            | Nordkorea | Japan               | 2–1                 | Kinesiska Taipei    |
| 2002 | Sydkorea   | Nordkorea | Gruppspel                 | Kina      | Japan               | Gruppspel           | Sydkorea            |
| 2006 | Qatar      | Nordkorea | 00001–1 (e.f.) (4–2 str.) | Japan     | Kina                | 2–0                 | Sydkorea            |
| 2010 | Kina       | Japan     | 1–0                       | Nordkorea | Sydkorea            | 2–0                 | Kina                |
| 2014 | Sydkorea   | Nordkorea | 3–1                       | Japan     | Sydkorea            | 3–0                 | Vietnam             |
| 2018 | Indonesien | Japan     | 1–0                       | Kina      | Sydkorea            | 4–0                 | Kinesiska Taipei    |
| 2022 | Kina       | Japan     | 4–1                       | Nordkorea | Kina                | 7–0                 | Uzbekistan          |

## Anmärkningslista
1. 1 2  Titeln delades
2. ↑  Saudiarabien tilldelades tredjeplatsen då spelare i det Nordkoreanska laget hånat tjänstemän i slutet av semifinalen.